# Svezia-Norvegia
Il Regno di Svezia e Norvegia (anche Svezia-Norvegia, Regno Unito di Svezia e Norvegia o semplicemente Regni Uniti) è un termine talvolta usato, seppur erroneamente, per indicare i regni di Svezia e di Norvegia tra il 1814 e il 1905, quando vennero riuniti sotto il casato dei Bernadotte, in un'unione personale. Svezia e Norvegia erano state unite sotto la stessa corona in due occasioni, dal 1319 al 1343, e brevemente dal 1449 al 1450 in opposizione a Cristiano del Casato degli Oldenburg che era stato eletto dai danesi come re dell'Unione di Kalmar.

## Contesto storico
Svezia e Norvegia vennero unite sotto la medesima corona in due occasioni: dal 1319 al 1343, e dal 1449 al 1450 in opposizione a Cristiano di Oldenburg che venne eletto re dell'Unione di Kalmar dai danesi. Durante i secoli successivi, la Norvegia rimase unita alla Danimarca, nominalmente come regno, ma in realtà ridotta allo status di provincia, governata dai sovrani danesi direttamente dalla loro capitale a Copenaghen. Dopo la fondazione dell'assolutismo nel 1660 venne costituito un governo ancora maggiormente centralizzato, ma la Norvegia mantenne il privilegio di poter mantenere istituzioni separate come proprie leggi, un proprio esercito e una propria monetazione. I regni uniti vennero poi più propriamente indicati come Danimarca-Norvegia dagli storici.
La Svezia si separò definitivamente dall'Unione di Kalmar nel 1523 con il re Gustavo Vasa e a metà del XVII secolo era già una delle principali potenze del Mare Baltico grazie all'intervento di Gustavo II Adolfo nella guerra dei trent'anni. Le ambizioni di Carlo XII vennero invece a perdersi con la grande guerra del Nord (1700–1721).
Svezia e Danimarca-Norvegia, dopo la separazione dall'Unione di Kalmar, rimasero potenze rivali e combatterono diverse guerre tra loro nel corso delle quali la Danimarca e la Norvegia dovettero cedere importanti province alla Svezia tra il 1645 e il 1658. La Svezia inoltre invase la Norvegia nel 1567, nel 1644, nel 1658 e nel 1716 sino a riuscire nel primo Ottocento a separare la Norvegia dalla Danimarca, annettendola e formando con essa un'unione. Le ripetute guerre e invasioni portarono comunque a un risentimento popolare contro gli svedesi tra i norvegesi.
Durante il XVIII secolo la Norvegia conobbe un periodo di grande prosperità e divenne sempre più importante nell'unione con la Danimarca. La crescita industriale si basò essenzialmente sull'esportazione di tavole di legno di cui la Gran Bretagna rappresentava il principale mercato. Proprietari di segherie e mercanti di legno della regione di Christiania, grazie all'accumulo di grandi fortune e di una sempre crescente influenza economica, formarono un'élite che il governo centrale di Copenaghen iniziò a vedere sempre più come un'espressione delle aspirazioni indipendentiste norvegesi. In Norvegia iniziarono ad apparire le prime istituzioni spiccatamente indipendentiste come banche e università. Molti membri dell'"aristocrazia del legname" vedevano invece la Svezia come un partner naturale e coltivarono contatti sempre più stretti a livello commerciale e politico con essa. Attorno al 1800 l'oligarchia norvegese iniziò a favorire la rottura con la Danimarca promuovendo attivamente la propria indipendenza. Il leader non dichiarato di tale tendenza fu indubbiamente il conte Herman Wedel-Jarlsberg.
La politica svedese nel medesimo periodo fu quella di coltivare contatti con la Norvegia e di incoraggiare ovviamente i segnali di separatismo dalla Danimarca. Il re Gustavo III (1746–1792) si approcciò attivamente ai circoli che in Norvegia erano favorevoli alla formazione di un'unione con la Svezia anziché rimanere con la Danimarca.
Il riavvicinamento tra le due realtà divenne ancora più vivido grazie alle guerre napoleoniche che crearono le condizioni ideali per creare un ulteriore ribaltamento della situazione politica e geografica nella Scandinavia.

### Conseguenze delle guerre napoleoniche
La Svezia e la Danimarca-Norvegia cercarono di rimanere neutrali nel corso delle guerre napoleoniche e vi riuscirono per lungo tempo malgrado le pressioni da ambo le parti degli schieramenti. Entrambi i paesi aderirono alla Seconda Lega di Neutralità Armata promossa da Russia e Prussia nel 1800. La Danimarca-Norvegia venne costretta a ritirarsi da tale Lega dopo il raid inglese nella battaglia di Copenaghen dell'aprile del 1801, pur continuando comunque a perseguire una politica neutrale. La lega collassò dopo l'assassinio dello zar Paolo I di Russia nel 1801.
La Danimarca-Norvegia venne costretta a entrare in alleanza con la Francia dopo un nuovo attacco britannico alla marina danese nella battaglia di Copenaghen del 1807. La capitale, senza difese, dovette arrendersi al pesante bombardamento della marina, dal momento che l'esercito era impegnato al confine meridionale per difenderlo il più possibile dagli attacchi francesi. Nel frattempo la Svezia si era schierata con gli inglesi e pertanto la Danimarca-Norvegia venne costretta da Napoleone a dichiarare guerra alla Svezia il 29 febbraio 1808.
Gli inglesi, con il loro blocco navale, impedirono numerose comunicazioni tra Danimarca e Norvegia, e pertanto si rese necessario creare un governo provvisorio direttamente in Norvegia, nella regione di Christiania, guidato dal generale principe Carlo Augusto di Svezia. Questo fu il primo governo indipendente dopo secoli di incontrastato domino danese che dimostrò come anche la Norvegia fosse in grado di autogovernarsi, e quindi di ottenere l'indipendenza. Il più grande cambiamento di Cristiano Augusto fu quello di assicurare i rifornimenti di cibo anche durante il blocco navale. Quando la Svezia invase la Norvegia nella primavera del 1808, egli personalmente comandò l'esercito nella Norvegia meridionale e costrinse le forze svedesi numericamente superiori a ritirarsi oltre il confine dopo le battaglie di Toverud e Prestebakke. Il suo successo come comandante militare e poi come leader del governo provvisorio lo resero particolarmente popolare in Norvegia. Anche i suoi avversari svedesi riconobbero i suoi meriti e la sua popolarità, e nel 1809 lo prescelsero quale successore al trono svedese dopo la detronizzazione del re Gustavo IV Adolfo.

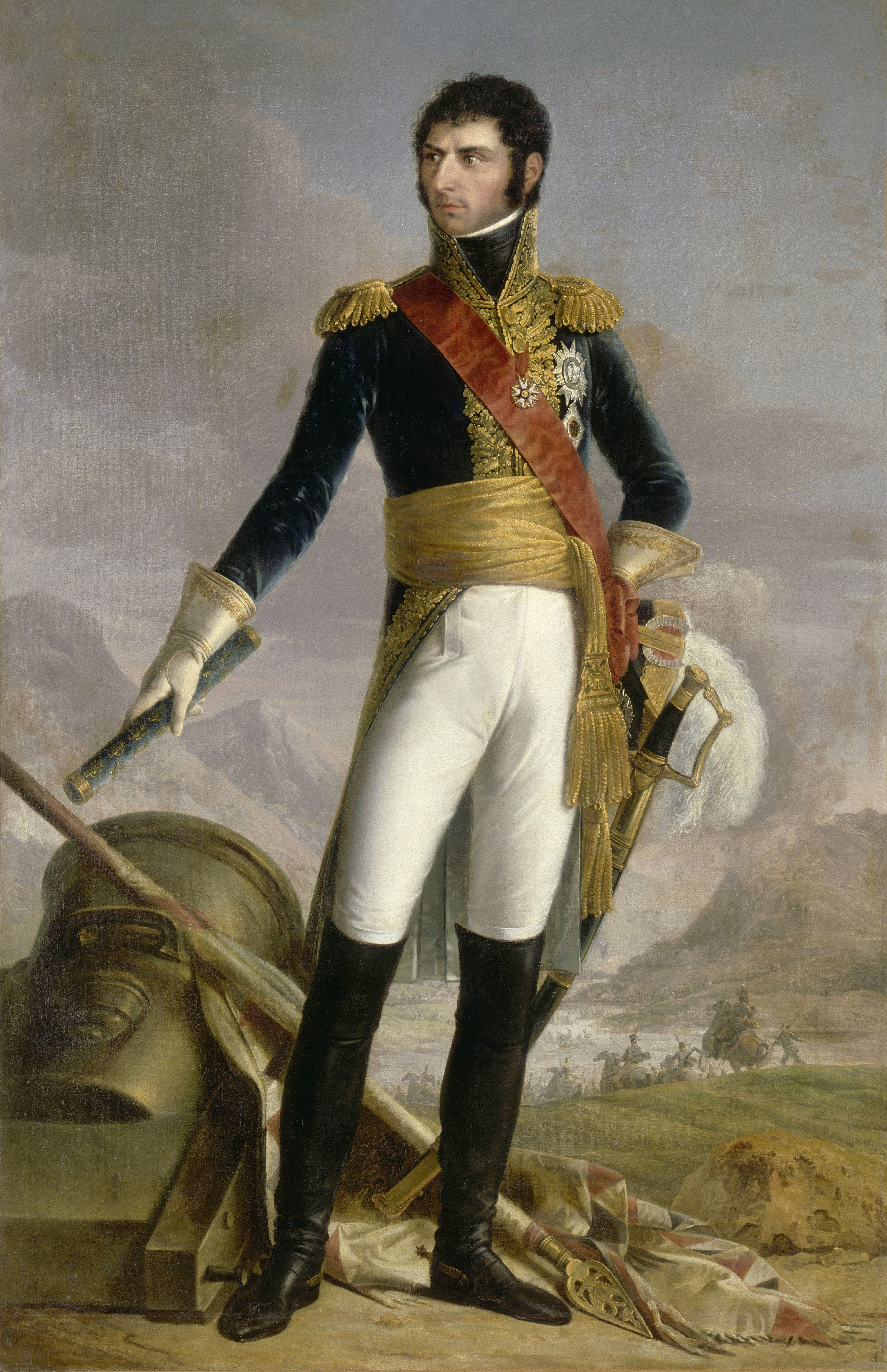
Jean Baptiste Bernadotte, maresciallo di Francia, principe ereditario di Svezia dal 1810 e di Norvegia dal 1814, re di Svezia e Norvegia dal 1818. Joseph Nicolas Jouy, da un ritratto eseguito da François-Joseph Kinson

Uno dei motivi per cui la Svezia aveva fallito la propria invasione in Norvegia fu che contemporaneamente la Russia aveva invaso la Finlandia il 21 febbraio 1808. Presa dunque su due fronti, la Svezia collassò infine e dovette cedere l'intera Finlandia alla Russia con la pace di Fredrikshamn il 17 settembre 1809. Nel contempo, lo scontento generale per la condotta della guerra portò alla deposizione del re Gustavo IV il 13 maggio 1809. Il principe Cristiano Augusto, comandante nemico che era stato promosso a viceré di Norvegia nel 1809, venne prescelto dagli insorgenti svedesi per la sua popolarità e nella speranza di aprire una via per un'unione con la Norvegia per compensare la perdita della Finlandia. Cristiano Augusto venne prescelto come principe della corona svedese il 29 dicembre 1809 e lasciò pertanto la Norvegia il 7 gennaio 1810. Dopo la sua improvvisa morte nel maggio del 1810, la Svezia scelse quale suo successore un altro generale "nemico", il feldmaresciallo Jean Baptiste Bernadotte.

### La compensazione della Svezia per la perdita della Finlandia

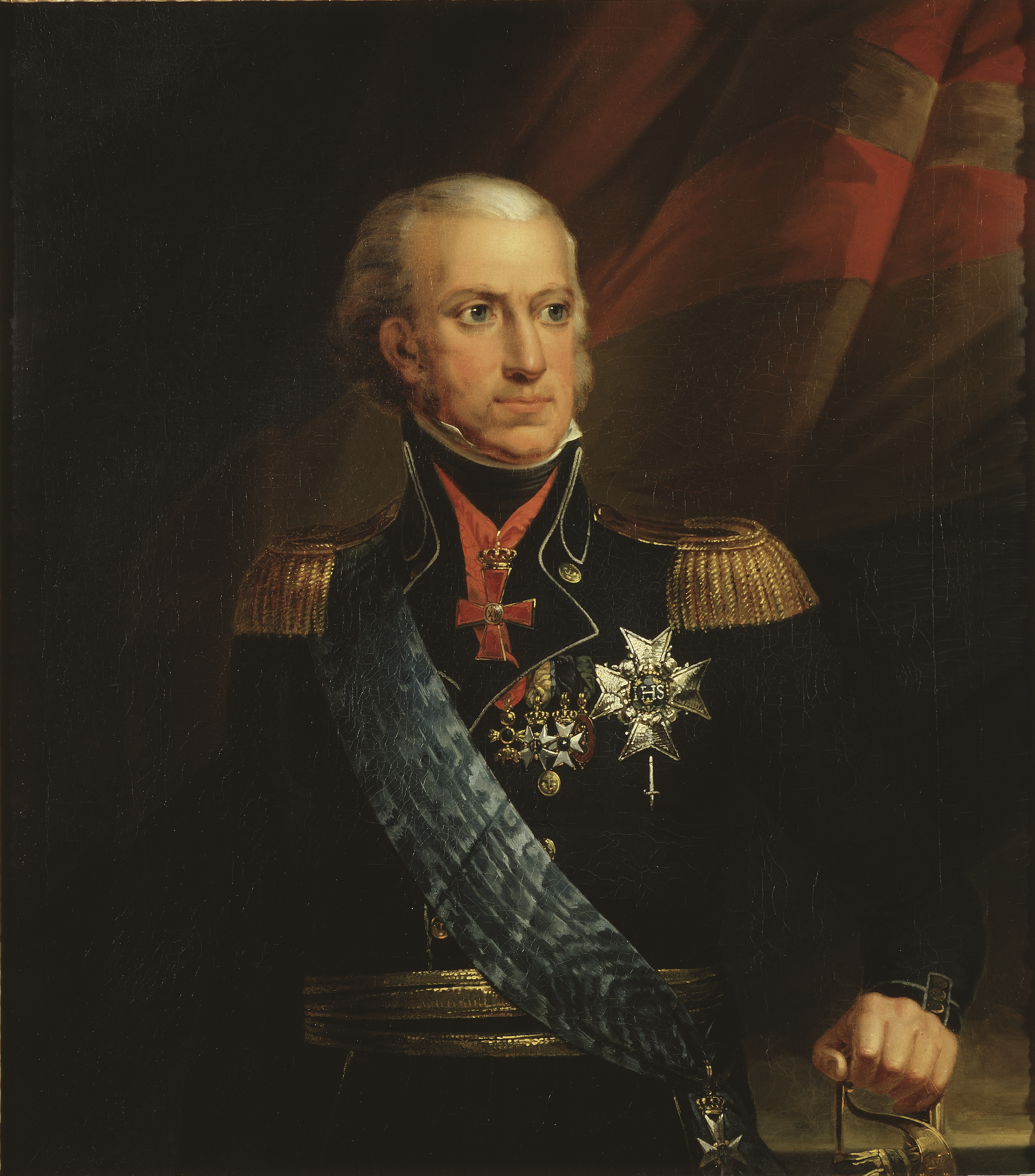
Il re Carlo XIII (Carlo II in Norvegia)

Il principale obbiettivo della politica estera del Bernadotte, come principe ereditario Carlo Giovanni di Svezia, fu l'acquisizione della Norvegia e riuscì nell'intento rinunciando definitivamente alle pretese della Svezia sulla Finlandia ed aderendo alla coalizione antinapoleonica. Nel 1812 siglò il trattato segreto di San Pietroburgo con la Russia contro Francia e Danimarca-Norvegia. La sua politica estera portò a numerose critiche tra i politici svedesi che trovavano immorale indennizzare la Svezia a spese di un vicino amichevole ma più debole in quel frangente storico. Con il tempo Regno Unito e Russia insistettero che il primo dovere di Carlo Giovanni fosse quello di aderire e partecipare attivamente alla coalizione antinapoleonica e gli inglesi in particolare si contrapposero al progetto di espansione svedese se prima non fosse stato schiacciato il comune pericolo costituito dai francesi. Fu solo a denti stretti infine che il Regno Unito promise di avallare l'unione tra Norvegia e Svezia con il trattato di Stoccolma siglato il 3 marzo 1813. Alcune settimane dopo anche la Russia diede la propria garanzia e così pure fece la Prussia nell'aprile di quello stesso anno. Nel frattempo la Svezia venne obbligata dai suoi alleati ad aderire alla sesta coalizione anti-francese, dichiarando guerra alla Francia e alla Danimarca-Norvegia il 24 marzo 1813.
Durante le sue campagne sul continente, Carlo Giovanni guidò vittoriosamente l'esercito del nord nella battaglia di Lipsia, marciando quindi contro le forze danesi e costringendo il re locale a cedergli la Norvegia.

## Il 1814

### Il trattato di Kiel
Il 7 gennaio, su pressione delle truppe svedesi, russe e tedesche al comando del principe della corona svedese, il re Federico VI di Danimarca (e di Norvegia) venne costretto a cedere la Norvegia al re di Svezia per evitarsi l'occupazione dello Jutland.
Questi termini vennero formalizzati con la firma, il 14 gennaio, del Trattato di Kiel, nel quale la Danimarca negoziò per mantenere la propria sovranità sui possedimenti norvegesi delle Isole Faroe, Islanda e Groenlandia. L'art. VI del trattato stabiliva infatti che la Norvegia fosse ceduta "al re degli svedesi" e non al Regno di Svezia. La corrispondenza segreta intercorsa tra il governo inglese nei giorni precedenti già aveva raggiunto un accordo per evitare un'invasione in grande stile della Danimarca. Bernadotte aveva inviato una lettera ai governi di Prussia, Austria e Regno Unito ringraziandoli per il loro supporto, ben sapendo comunque del ruolo della Russia nei negoziati di pace. Il 18 gennaio il re danese inviò una lettera al popolo norvegese con la quale li sollevava dal giuramento di fedeltà nei suoi confronti.

### Tentativo di colpo di Stato da parte del principe ereditario Cristiano Federico
Già in Norvegia il viceré e principe ereditario Cristiano Federico di Danimarca era determinato a preservare l'integrità della propria futura corona, e mantenere per quanto possibile l'unione con la Danimarca, capeggiando un'insurrezione norvegese. Il re venne informato di questi piani con una lettera segreta del dicembre del 1813 e probabilmente appoggiò i ribelli. Formalmente però, sulla base delle condizioni stabilite dal Trattato di Kiel, egli dovette ordinare a Cristiano Federico di arrendersi e fare ritorno in Danimarca. Cristiano Federico ordinò alle proprie truppe di mantenere il controllo delle fortezze al confine a ogni costo, ponendosi a capo di un governo indipendente in Norvegia. Il 30 gennaio si consultò con diversi giuristi norvegesi e ne derivò che il re Federico non aveva diritti per spezzare l'eredità della propria corona, asserendo di essere pertanto egli stesso il legittimo sovrano di Norvegia, ma che nel contempo la Norvegia avesse necessità di autodeterminarsi, gettando quindi le basi per la costituzione di un movimento indipendentista.
Il 2 febbraio di quello stesso anno il popolo norvegese ricevette la notizia che il proprio Paese era stato ceduto al re di Svezia. Questo causò un'indignazione generale tra la popolazione, che rigettava fortemente l'idea di essere sottoposta al governo svedese, abbracciando piuttosto l'idea di una Norvegia indipendente. Il principe della corona svedese Bernadotte rispose inviando il proprio esercito a occupare la Norvegia, minacciando un embargo del grano qualora i termini del Trattato di Kiel non fossero stati rispettati. La sua occupazione sul continente però fece sì che i Norvegesi potessero avere tutto il tempo di sviluppare un piano favorevole all'indipendenza della loro nazione.

### La crescita del movimento indipendentista

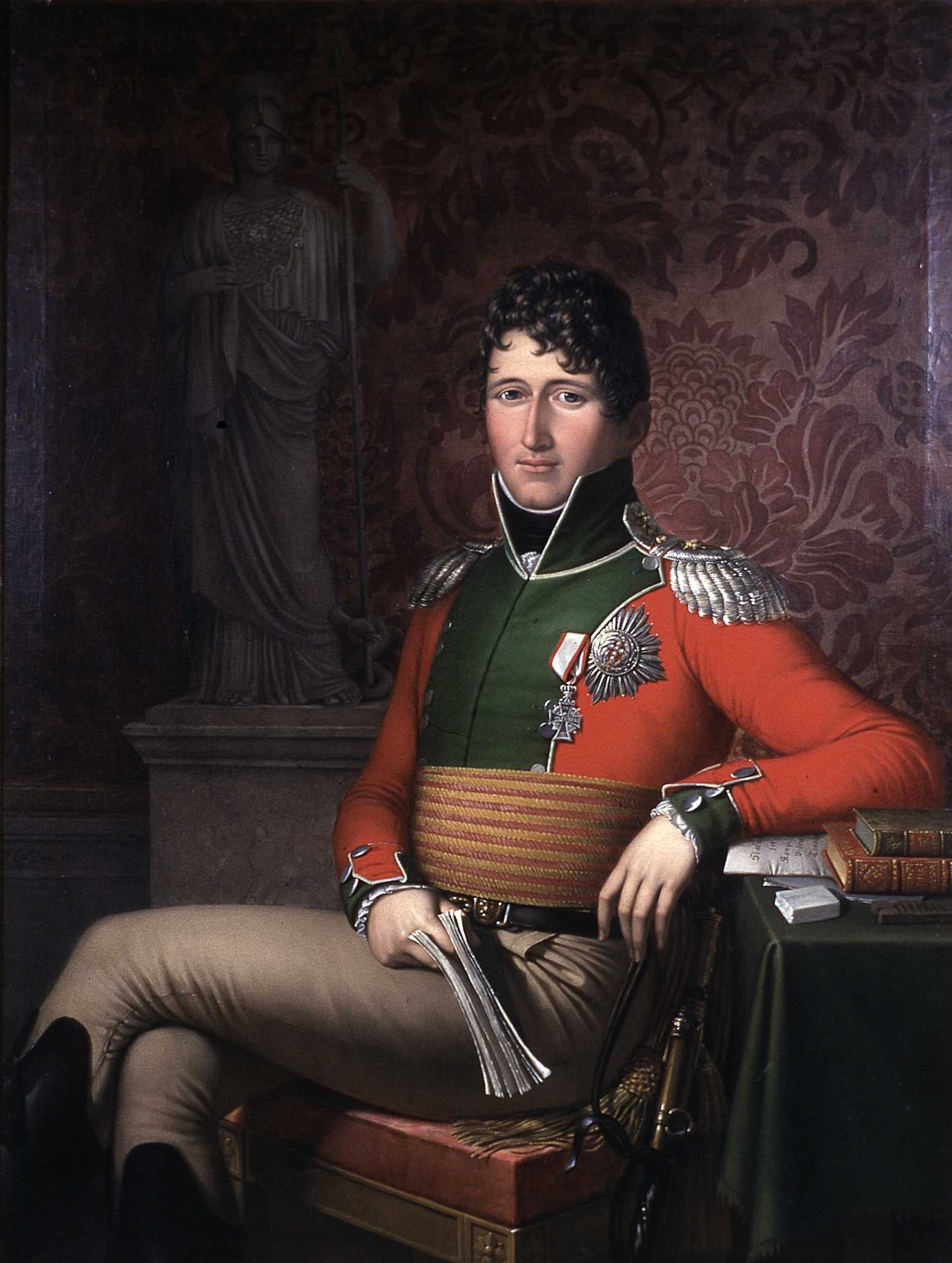
Cristiano Federico, principe ereditario di Danimarca e Norvegia. Re di Norvegia (maggio-ottobre 1814). Re di Danimarca (Cristiano VIII) 1839–48. Ritratto di Johan Ludwig Lund 1813

Il 10 febbraio Cristiano Federico invitò l'aristocrazia norvegese a un incontro presso la residenza dell'amico Carsten Anker a Eidsvoll per discutere la situazione politica del paese. Li informò della sua idea di resistere all'egemonia svedese e di pretendere la corona norvegese come propria eredità. Cristiano Federico, tornato a Christiania il 19 febbraio, si autoproclamò reggente di Norvegia. Egli ordinò a tutte le congregazioni di riunirsi il 25 febbraio successivo per giurare fedeltà alla causa dell'indipendenza norvegese, così da eleggere alcuni delegati per un'assemblea costituzionale da convocare a Eidsvoll il 10 aprile.
Il governo svedese immediatamente inviò una missione diplomatica presso Cristiano Federico, avvisandolo del fatto che quella insurrezione rappresentasse un'aperta violazione del Trattato di Kiel e che questo avrebbe posto la Norvegia in guerra con tutte le potenze alleate della Svezia e firmatarie del trattato. Le conseguenze avrebbero potuto dire carestia e la bancarotta per il governo danese. Cristiano Federico inviò allora numerose lettere ai governi d'Europa con le quali egli li rassicurava di muoversi in tal senso non per il desiderio di espansione della Danimarca ma i suoi sforzi erano unicamente diretti a supportare l'autodeterminazione norvegese. Cercò anche di sottoscrivere un trattato segreto con Napoleone.
La delegazione svedese giunse a Christiania il 24 febbraio. Cristiano Federico si rifiutò di accettare la proclamazione del re svedese e insistette al contrario nel leggere la sua lettera al popolo norvegese, proclamandosi reggente dello stato. Gli svedesi bollarono questa decisione come illegale e sconsiderata e fecero ritorno in Svezia. Il giorno successivo tutte le campane delle chiese di Christiania suonarono per un'ora intera e i cittadini residenti si portarono a giurare la loro fedeltà a Cristiano Federico.
Carsten Anker venne inviato a Londra per negoziare il riconoscimento del nuovo regno da parte del governo inglese, con queste precise istruzioni da parte del reggente: "La Nostra più assoluta necessità è la pace con l'Inghilterra. Se, e che Dio non lo voglia, le Nostre speranze nel supporto inglese vadano in fumo, dovrete rendere chiaro che vi saranno delle conseguenze per questo atto. La Nostra prima preoccupazione sarà dunque la più cruda delle vendette nei confronti della Svezia e dei suoi amici; ma voi non dovrete perdere mai la speranza che l'Inghilterra osi ordire una tale ingiustizia nei Nostri confronti, per quanto costante sia altrettanto il nostro desiderio della pace".
La richiesta di supporto da parte di Anker venne fermamente rigettata dal primo ministro Lord Liverpool, ma il diplomatico danese continuò la sua opera di persuasione alla ricerca di supporti per la causa norvegese tra i nobili britannici. Riuscì a far discutere la causa in Parlamento, dove il conte Grey parlò per quasi tre ore alla Camera dei Lords il 10 maggio. La sua discussione ebbe una certa eco anche nella Camera dei Comuni dove molti ritennero che dopo aver combattuto per 22 anni in Europa per la libertà il Regno Unito non potesse ora combattere per il soggiogamento di un popolo libero sotto un giogo straniero. Ma non poteva nemmeno essere ignorato il trattato tra Gran Bretagna e Svezia: la Svezia aveva infatti assistito gli alleati durante la guerra, e le promesse dovevano essere mantenute. Anker rimase a Londra sino all'autunno di quell'anno, sempre alla ricerca di supporto per i norvegesi.
Dall'inizio di marzo, intanto, Cristiano Federico aveva organizzato un gabinetto di cinque dipartimenti dove prese la decisione di governare autonomamente.

### La crescente opposizione al progetto di Cristiano Federico
Il conte Wedel-Jarlsberg, il più importante tra i membri della nobiltà norvegese, era stato in Danimarca per organizzare i rifornimenti di cibo per la popolazione mentre il principe Cristiano Federico si occupava dell'insurrezione locale. Nel suo viaggio di ritorno incontrò il conte Hans Henrik von Essen, da poco nominato governatore generale della Norvegia da parte degli svedesi. Quando questi giunse a destinazione nel marzo di quello stesso anno, egli avvisò il reggente che stava giocando un gioco pericoloso, ma venne anch'egli accusato di collusione con la Svezia. L'opinione pubblica era divenuta intanto sempre più critica nei confronti della politica del reggente, il quale era sospettato di star tramando per riportare la Norvegia sotto la sovranità della Danimarca piuttosto che essere intenzionato a darle una propria indipendenza.
Il 9 marzo la missione diplomatica svedese a Copenaghen chiese che Cristiano Federico fosse privato del proprio diritto di successione al trono danese e che le potenze europee entrassero in guerra con la Danimarca se questa non si fosse dissociata dal movimento indipendentista norvegese. Niels Rosenkrantz, ministro degli esteri danese, rispose alle richieste svedesi riportando che il governo danese giammai aveva o avrebbe supportato il movimento indipendentista norvegese, ma che esso nel contempo non poteva impedire che questo insorgesse se fosse sua volontà. La richiesta di privare Cristiano Federico dei propri diritti non venne nemmeno presa in considerazione. Le truppe svedesi si ammassarono lungo il confine con la Norvegia al punto che per giorni si parlò di una possibile invasione. In diverse lettere a von Essen, comandante delle forze svedesi al confine norvegese, Bernadotte si riferì a Cristiano Federico come ad un ribelle.
Il 1º aprile il re Federico VI di Danimarca inviò una lettera a Cristiano Federico, con la quale gli chiese di arrendersi e di tornare in Danimarca, con anche la possibilità in caso di rifiuto di privarlo dei propri diritti. Cristiano Federico rigettò la lettera inviando il principio di autodeterminazione del popolo norvegese e la possibilità ormai chiara di riunire Norvegia e Danimarca in futuro. Alcuni giorni dopo, Cristiano Federico approntò un incontro con il ministro degli esteri danese, il quale però gli sottopose il fatto che era ormai voce comune che il principe stesse lavorando nell'esclusivo interesse della Danimarca.
Anche se le potenze europee si rifiutarono di riconoscere il movimento indipendentista norvegese, dall'inizio di aprile di quell'anno vi furono dei segnali che lasciarono intendere come essi non fossero nemmeno così convinti di schierarsi a priori a favore della Svezia.

### La convenzione costituzionale

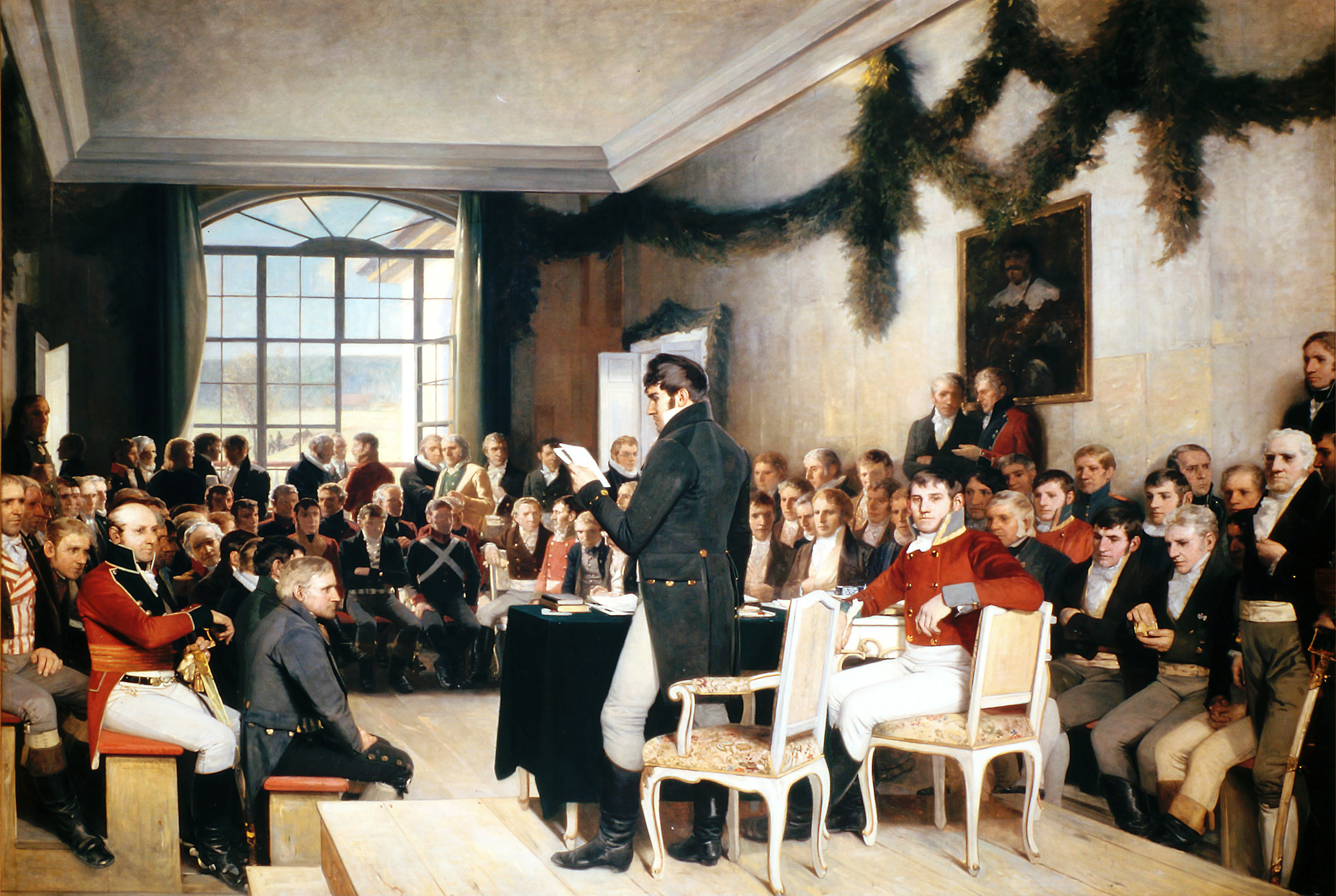
Oscar Wergeland: l'Assemblea Nazionale Costituente Norvegese nel 1814

Il 10 aprile i delegati si riunirono ad Eidsvoll. Seduti su scomode panchine i membri della convenzione elessero i loro ufficiali in presenza del principe Cristiano Federico l'11 aprile. Si formarono quindi due partiti, il "Partito dell'Indipendenza", conosciuto anche come "Partito danese" o "Partito del principe" su un fronte e il "Partito d'Unione" noto anche come "Partito svedese" dall'altro. Tutti i delegati convennero sul fatto che l'indipendenza rimaneva la soluzione ideale, sebbene avessero idee differenti su come farla.
- Il Partito dell'Indipendenza aveva la maggioranza, riconosceva Cristiano Federico come reggente e proponeva delle sempre crescenti relazioni con la Danimarca per negoziare quindi il contesto dell'indipendenza norvegese.
- Il Partito d'Unione, rappresentante la minoranza dei delegati, credeva che la Norvegia avrebbe goduto di una migliore indipendenza in unione con la Svezia piuttosto che sotto la monarchia danese.

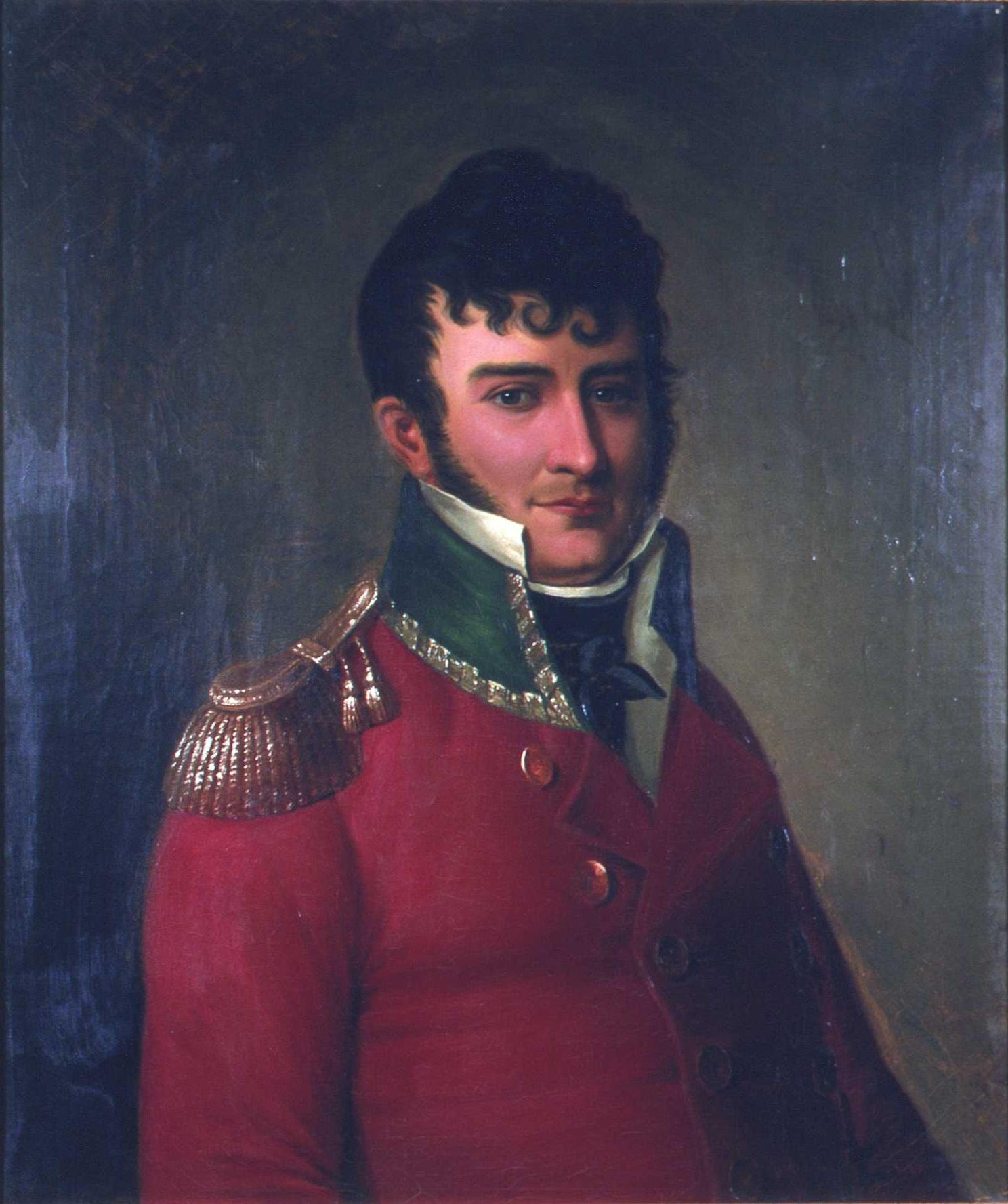
Christian Magnus Falsen, ritenuto il padre costituzionale della Norvegia moderna

La commissione costituzionale presentò le sue proposte il 16 aprile successivo, provocando un acceso dibattito. Il partito indipendentista infatti ebbe la meglio per 78 a 33 nell'affermare l'idea di una Norvegia indipendente.
Il 20 aprile i principi all'autodeterminazione del popolo norvegese articolati da Christian Magnus Falsen e da Gunder Adler vennero presi a fondamento della nuova costituzione.
La prima bozza della costituzione venne siglata dalla commissione il 1º maggio. I precetti chiave della costituzione includevano anche l'assicurazione della libertà individuale, il diritto di proprietà e l'uguaglianza.
Dopo un dibattito ulteriore tenutosi il 4 maggio l'assemblea decise che la Norvegia avrebbe dovuto infine riconoscersi nel credo luterano e che ogni suo monarca avrebbe dovuto professarlo come propria fede (questo per impedire al cattolico Bernadotte e ai membri della sua famiglia di divenire sovrani anche in Norvegia) e che ebrei e gesuiti sarebbero stati banditi dal regno. Ma il partito indipendentista perse una battaglia quando l'assemblea votò per 98 contro 11 per permettere al monarca norvegese di governare in contemporanea un'altra nazione pur con l'assenso dei due terzi dell'assemblea legislativa.
La costituzione finale venne firmata il 18 maggio, mentre già il 17 maggio si era tenuta l'elezione unanime di Cristiano Federico a nuovo sovrano di Norvegia, per quanto alcuni delegati avessero proposto la sua presa di posizione solo dopo la stabilizzazione della situazione politica.

### Alla ricerca di una legittimazione internazionale

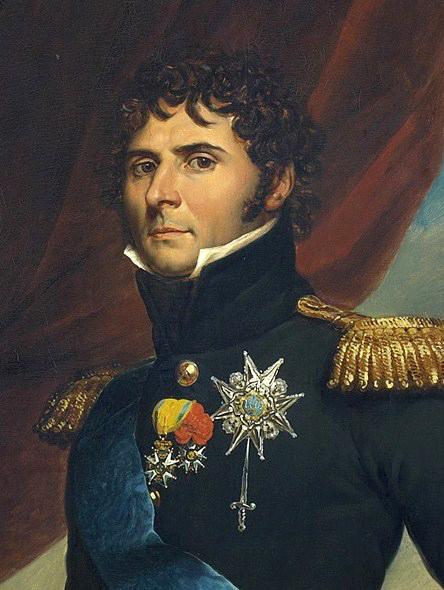
Il principe della corona svedese, Carlo Giovanni (Bernadotte), si oppose strenuamente all'indipendenza norvegese, solo per offrire il generoso fine di un'unione con la Svezia

Il 22 maggio il neoeletto sovrano norvegese fece il proprio trionfale ingresso a Christiania. I cannoni della Fortezza di Akershus risuonarono per il saluto reale e si tenne una messa celebrativa nella cattedrale cittadina. La preoccupazione sul clima internazionale era tanta ed il governo decise di inviare due delegati dell'assemblea costituzionale con Carsten Anker in Inghilterra per perorare nuovamente la causa della Norvegia. Nel frattempo venne convocato il primo consiglio di stato e venne stabilito il primo tribunale supremo.
Il 5 giugno l'emissario inglese John Philip Morier giunse a Christiania in quella che pareva essere una visita ufficiosa. Accettò l'ospitalità di uno dei ministri di Cristiano Federico e si accordò per incontrare informalmente lo stesso sovrano. Si disse che il progetto di Morier era quello di deporre Bernadotte e di esiliarlo nella terra danese di Bornholm. Il re aveva chiesto al Regno Unito di mediare tra Norvegia e Svezia, ma Morier non retrocedette mai dall'idea degli inglesi di rigettare l'appoggio ad una Norvegia indipendente. Chiese che la Norvegia si assoggettasse alla supremazia svedese, ed anche che la posizione del suo governo fosse stampata a chiare lettere su tutti i giornali norvegesi. Il 10 giugno l'esercito norvegese iniziò a mobilitarsi.
Il 16 giugno Carsten Anker scrisse a Cristiano Federico delle recenti discussioni avute con un diplomatico prussiano di alto rango. Questi era venuto a conoscenza che la Prussia e l'Austria erano intenzionate a declinare il loro supporto alle pretese della Svezia sulla Norvegia, mentre che lo zar Alessandro I di Russia (lontano cugino di Cristiano Federico) era favorevole all'unione tra Svezia e Norvegia ma senza Bernadotte come sovrano, oltre al fatto che il Regno Unito stava ancora trovando una soluzione per tenere la Norvegia fuori dall'influenza russa.

### Il preludio della guerra
Il 26 giugno alcuni emissari provenienti da Russia, Prussia, Austria e Regno Unito giunsero a Vänersborg in Svezia per persuadere Cristiano Federico a mantenere quanto previsto dal Trattato di Kiel. Conferirono con von Essen, il quale disse loro di aver pronti 65 000 soldati svedesi per invadere la Norvegia. Il 30 giugno gli emissari giunsero a Christiania. Incontrandosi con il consiglio di Stato norvegese il giorno successivo, l'emissario russo Orlov fu il primo a mettere sul tavolo la proposta: la Norvegia si sarebbe dovuta assoggettare alla corona svedese o avrebbe dovuto fronteggiare una guerra con il resto dell'Europa. Quando Cristiano Federico rispose dicendo che il popolo norvegese aveva diritto a determinare la propria identità, l'emissario austriaco August Ernst Steigentesch fece il famoso commento: "Il popolo? Cosa può avere da ridire contro il volere dei propri governanti?".
Nel corso dei negoziati Cristiano Federico offrì addirittura di lasciare il trono per tornare in Danimarca così da consentire ai norvegesi di scegliere del loro futuro. Si rifiutò di lasciare i forti di confine della Norvegia nelle mani delle truppe svedesi. La delegazione rifiutò la proposta di Cristiano Federico ma si offrì comunque di portarla a considerazione del sovrano svedese.
Il 20 luglio Bernadotte inviò una lettera a suo "cugino" Cristiano Federico, accusandolo di intrighi e sotterfugi nei suoi confronti. Due giorni dopo si incontrò con la delegazione che era stata in Norvegia, i cui membri incoraggiarono il sovrano a considerare la proposta di Cristiano Federico per realizzare l'unione con la Svezia, ma il principe ereditario si sentiva ora oltraggiato. Ripropose il proprio ultimatum a Cristiano Federico per abbandonare senza riserve tutti i suoi diritti al trono oppure affrontare una guerra senza precedenti. Il 27 luglio, la flotta svedese occupò le isole di Hvaler, de facto dichiarando guerra tra Svezia e Norvegia. Il giorno successivo, Cristiano Federico rifiutò l'ultimatum svedese ritenendo che qualora egli si fosse arreso questo sarebbe stato un tradimento del suo popolo. Il 29 luglio le forze svedesi invasero la Norvegia.

### Una guerra breve con due vincitori
Le forze svedesi incontrarono ben poca resistenza nella loro invasione della Norvegia, oltrepassando la fortezza di Fredriksten. Le prime ostilità si ebbero poco più in là e si conclusero con una decisiva vittoria degli svedesi. Dal 4 agosto, la città fortificata di Fredrikstad si arrese. Cristiano Federico ordinò una ritirata verso il fiume Glomma. L'esercito svedese, cercando di intercettare la ritirata nemica, venne fermato nella Battaglia di Langnes, un'importante vittoria tattica per i norvegesi. L'assalto svedese da est venne effettivamente bloccato presso Kongsvinger.
Il 3 agosto Cristiano Federico annunciò la propria volontà politica in un gabinetto dei ministri tenutosi a Moss. Il 7 agosto una delegazione svedese giunse al quartier militare norvegese a Spydeberg con una proposta di cessate il fuoco sulla promessa dell'unione tra Norvegia e Svezia con il rispetto però della costituzione norvegese. Il giorno successivo, Cristiano Federico si espresse anch'egli in favore di questi termini di accordo, permettendo alle truppe svedesi di rimanere nelle loro posizioni a est del fiume Glomma. Nuove ostilità si aprirono brevemente a Glomma ma l'esercito norvegese ottenne l'ordine di ritirarsi. I negoziati di pace con gli inviati svedesi iniziarono a Moss il 10 agosto. Il 14 agosto venne conclusa la Convenzione di Moss con un cessate il fuoco generale.
Cristiano Federico riuscì a escludere dal testo della convenzione ogni riferimento al fatto che la Norvegia avesse riconosciuto la validità del trattato di Kiel, e la Svezia accettò il fatto che tale atto non era da considerarsi una premessa per una futura unione tra i due stati. Comprendendo i vantaggi dell'evitare una costosa guerra e permettendo alla Norvegia di entrare volontariamente nell'unione con la Svezia anziché venire annessa come territorio di conquista, Bernadotte offrì termini di pace favorevoli. Egli promise ufficialmente di riconoscere la costituzione norvegese con solo dei piccoli emendamenti che si presentavano necessari a permettere l'unione tra i due paesi. Cristiano Federico si accordò per convocare una sessione straordinaria del parlamento in settembre o ottobre, trasferendo così i propri poteri ai rappresentanti del popolo che avrebbero quindi negoziato i termini dell'unione con la Svezia e rinunciò infine tutti i suoi diritti al trono norvegese, lasciando il paese.

### Un non facile cessate il fuoco
La notizia dell'unione con la Svezia fu un vero colpo al cuore per i norvegesi, con reazioni di codardia e tradimento soprattutto dai comandanti militari che videro scomparire i propositi di una Norvegia indipendente, oltre ad una grande confusione nell'opinione pubblica norvegese. Cristiano Federico confermò la sua volontà di abdicare al trono "per ragioni di salute", lasciando la sua autorità al consiglio di stato come previsto dal protocollo segreto di Moss. In una lettera datata 28 agosto, ordinò al proprio consiglio di accettare gli ordini dalla "suprema autorità", con riferimento implicito al re svedese. Due giorni dopo il re svedese si proclamò governante di Svezia e Norvegia.
Il 3 settembre gli inglesi annunciarono la rimozione del blocco navale in Norvegia. Il servizio postale tra Norvegia e Svezia venne ripreso regolarmente. Il generale svedese in Norvegia, Magnus Fredrik Ferdinand Björnstjerna, minacciò però di riprendere le ostilità se i norvegesi non avessero aderito all'armistizio accettando l'unione con la Svezia. Si disse che Cristiano Federico cadde in una profonda depressione.
Sul finire di settembre sorse una disputa tra le autorità svedesi e quelle norvegesi sulla distribuzione del grano tra i poveri di Christiania. Il grano era infatti inteso come un dono dal re "norvegese" ai suoi sudditi, ma divenne un fatto di principio per il consiglio norvegese per ribadire la transizione da un governo all'altro.

### Le condizioni della Convenzione di Moss
All'inizio di ottobre i norvegesi si rifiutarono nuovamente di accogliere un bastimento di grano da Bernadotte mentre i mercanti locali cercarono di ottenere cibo e risorse necessarie dalla Danimarca. Nel contempo però si iniziò a capire che l'unione con la Svezia sarebbe stata inevitabile. Il 7 ottobre venne richiesta una riunione straordinaria dello Storting. I delegati dell'area occupata dalla Svezia a Østfold vennero ammessi solo dopo avere giurato di non aver mostrato fedeltà alle autorità svedesi. Il 10 ottobre Cristiano Federico abdicò ufficialmente secondo le condizioni definite a Moss e si imbarcò alla volta della Danimarca. I poteri esecutivi vennero assegnati provvisoriamente allo Storting senza che i necessari emendamenti della costituzione potessero essere messi in atto.
Un giorno prima della fine del cessate il fuoco, lo Storting votò per 72 contro 5 l'adesione alla Svezia in unione personale, ma una mozione per eleggere Carlo XIII re di Norvegia fallì nel passaggio, dal momento che ancora erano richiesti i necessari emendamenti alla costituzione. Nei giorni successivi lo Storting passò diverse risoluzioni in tal senso. Il 1º novembre, con 52 voti contro 25 la Norvegia non nominò un proprio console, decisione che in seguito avrebbe avuto pesanti conseguenze. Lo Storting adottò gli emendamenti alla costituzione e l'unione venne formalizzata il 4 novembre, e unanimemente elesse Carlo XIII re di Norvegia.

## L'Unione

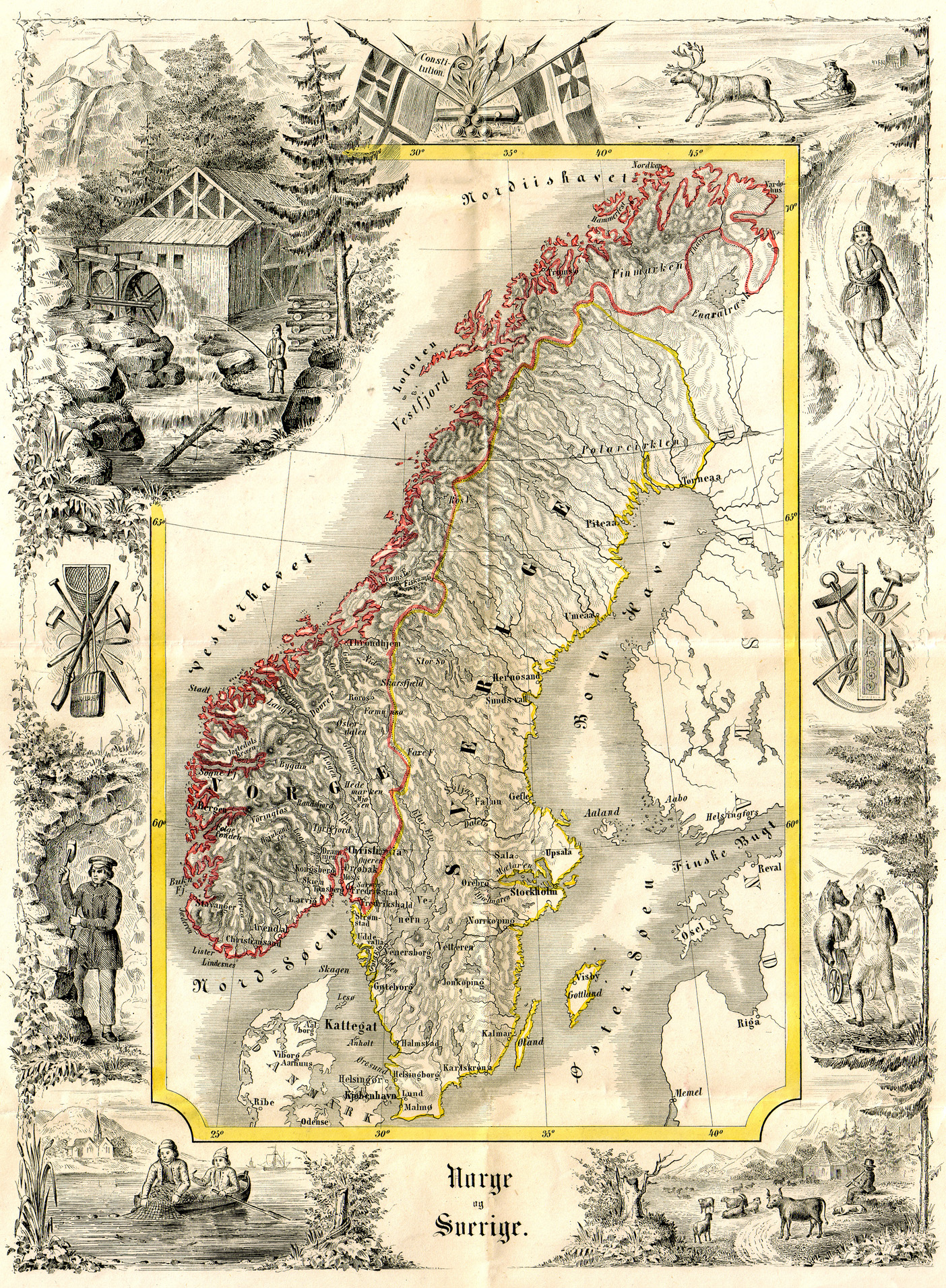
Norvegia e Svezia in una mappa del 1847 ad opera di Peter Andreas Munch

Il nuovo re non mise mai piede nel regno di Norvegia, ma il suo erede adottivo Carlo Giovanni giunse invece a Christiania il 18 novembre 1814. Nel suo incontro con lo Storting, accettò l'elezione e giurò fedeltà alla costituzione in nome del re. Nel suo discorso inaugurale, il principe ereditario enfatizzò il ruolo dell'Unione come lega dove il re "è stato scelto per prendere su di sé obblighi di gran peso per il suo cuore, espressamente per l'amore del suo popolo, più che per privilegi derivati da solenni trattati." Il suo rinunciare al trattato di Kiel come base legale per l'Unione venne ribadito anche dal Riksdag nel preambolo dell'Atto d'Unione siglato il 15 agosto 1815. Per comprendere la vera natura dell'Unione è necessario conoscere gli eventi storici che portarono alla sua formazione. Questi dimostrano chiaramente che la Svezia, aiutata dalle principali potenze europee, abbia costretto la Norvegia ad entrare a far parte dell'Unione. Sull'altro fronte, la Norvegia, assistita dalle stenze potenze, ebbe il privilegio di dettare i termini dell'Unione.
Il pomo della discordia fu sicuramente l'associazione costituzionale dei due partiti. La Svezia vide il fatto come la realizzazione dell'idea da essa coltivata per secoli e che quindi la rafforzava dalla recente perdita della Finlandia. Si pensava che con il tempo i riluttanti norvegesi avrebbero accettato relazioni più amichevoli con gli svedesi. I norvegesi, invece, come parte più debole, richiesero sempre una stretta aderenza alle condizioni richieste per l'Unione e gelosamente salvaguardarono tutti i dettagli che confermavano l'eguaglianza e le differenze tra i due stati.
Un elemento importante che spiccò da subito nell'Unione era che la Norvegia disponeva di una costituzione molto più democratica di quella della Svezia. La costituzione norvegese del 1814 aderiva infatti più strettamente al principio di separazione dei poteri tra esecutivo, legislativo e giudiziario. La Norvegia aveva un sistema unicamerale modificato con molta più autonomia di un qualsiasi altro paese europeo. Per contrasto, il re svedese era più simile ad un autocrate; l'Istrumento di Governo del 1809 stabiliva inequivocabilmente che "il re solo debba governare il reame". Più cittadini in Norvegia (circa il 40% anche se tutti maschi) avevano il diritto di voto che nella più socialmente stratificata Svezia. Durante i primi anni dell'Unione, un'influente classe di funzionari statali dominò la politica norvegese, sebbene fossero in numero veramente esiguo, fatto che li mise sempre in difficoltà a rapportarsi con il resto della società ben più numerosa. Per preservare la loro egemonia, questi ultimi decisero di allearsi con i ricchi contadini delle varie regioni. Una politica favorevole all'agricoltura ed agli interessi rurali assicurò la loro lealtà nel tempo. Con le modifiche costituzionali che prevedevano però che i ⅔ dei membri del parlamento fossero eletti dai distretti rurali, molti più proprietari terrieri vennero eletti. La legislazione che incoraggiò la partecipazione popolare nel governo locale culminò con l'introduzione di un atto locale di auto-governo nel 1837 che creò 373 Formannskapsdistrikt rurali, corrispondenti alle parrocchie della Chiesa di Norvegia. La partecipazione popolare al governo concesse ai cittadini più esperienza in campo politico ed amministrativo, di modo che questi poterono promuovere direttamente la loro causa, spesso in opposizione alla classe dei burocrati civili.
La crescente democratizzazione della Norvegia creò nel tempo sempre maggiori disparità nel sistema politico di Norvegia e Svezia e rese complessa la cooperazione tra i due Paesi, portando poi alla dissoluzione dell'unione tra Norvegia e Svezia. Per esempio, mentre il re godeva di veto assoluto in Svezia, in Norvegia poteva applicare solo un veto sospensivo, ma la decisione finale spettava al parlamento. Carlo Giovanni chiese che lo Storting gli garantisse il veto assoluto come era in Svezia, ma venne costretto a rinunciare a quest'idea. Mentre la costituzione concedeva i poteri esecutivi al re, in pratica i restanti crescevano nelle mani del Consiglio di Stato (statsråd). Un vero e proprio spartiacque in questo processo avvenne nel 1884, quando la Norvegia fu il primo paese scandinavo ad adottare un governo parlamentare. Dopo il 1884 il re non fu più in grado di nominare alcun governo completamente a propria scelta ma dovette sempre tenere presente la volontà dello Storting. Per comparazione, il governo parlamentare in Svezia venne approvato solo nel 1905 e cioè poco prima della dissoluzione dell'Unione stessa.

### L'Atto di Unione
La mancanza di un comune fondamento costituzionale per l'Unione venne sentito come un grave problema dal principe ereditario Carlo Giovanni durante i suoi primi anni alla carica. L'unico documento valido da ambo le parti era del resto la Convenzione di Moss e la revisione della costituzione norvegese del 4 novembre 1814. Ma il conservatore Riksdag svedese non permise una revisione della costituzione svedese. Dovette quindi essere siglato un trattato bilaterale per chiarificare le procedure relative alle questioni costituzionali che dovettero quindi essere decise tra i due governi di comune accordo. L'Atto di Unione (Riksakten) venne negoziato durante la primavera del 1815, con il primo ministro Peder Anker alla guida della delegazione norvegese. Il trattato comprendeva dodici articoli in tutto relativi all'autorità del re, alle relazioni tra le due legislature, a come il potere dovesse essere esercitato se il re fosse morto prima che il principe ereditario avesse raggiunto la maggiore età, alle relazioni tra i due gabinetti di governo. Esso inoltre confermava la pratica di discutere la politica estera dei due paesi nel gabinetto Svedese alla presenza del primo ministro norvegese. Le questioni vitali pertinenti all'Unione venivano quindi discusse in un apposito gabinetto di governo congiunto, con tutti i ministri norvegesi presenti a Stoccolma. L'Atto venne passato dallo Storting il 31 luglio 1815 e dal Riksdag il 6 agosto e siglato dal re il 15 agosto. In Svezia l'Atto di Unione venne passato come una legge, mentre lo Storting norvegese lo passò allo status costituzionale, come vera e propria revisione costituzionale richiesta.

### L'Unione in pratica
Le condizioni per l'Unione erano definite dalla Convenzione di Moss che aveva rivisto la costituzione norvegese, e l'Atto di Unione aveva assicurato alla Norvegia più indipendenza di quanta gliene avesse assicurata il Trattato di Kiel. In apparenza, la Norvegia era entrata volontariamente nell'Unione e senza riconoscere una qualche superiorità alla Svezia, mentre molti svedesi continuavano a vedere i norvegesi come gente inferiore e la loro terra come una conquista di guerra.
Dal momento che la Norvegia aveva legalmente lo status di nazione indipendente all'interno dell'Unione, l'unica istituzione comune ai due paesi era il re e il ministero degli esteri. Tutti gli altri ministri di governo e istituzioni erano indipendenti, persino gli eserciti, le marine e le tesorerie. Il ministero degli esteri era direttamente subordinato al re come stabilito dalla costituzione già del 17 maggio 1814, prima della revisione del 4 novembre. Ovviamente questo faceva sì che le questioni estere venissero decise dal gabinetto dei ministri svedese e venivano condotte dal ministro degli esteri di quella nazione. Quando le questioni di politica estera erano tali da richiedere anche la presenza dei norvegesi, l'unico ministro ammesso era il primo ministro di Norvegia. Il Riksdag svedese poteva quindi indirettamente influenzare la politica estera, ma non lo Storting norvegese. All'estero la rappresentanza era guidata dal governo svedese con il suo staff e per questo spesso l'unione era vista dall'esterno come un singolo stato nelle mani della Svezia più che come una confederazione di due stati distinti. Con il tempo divenne sempre più netta questa divisione preferendo utilizzare la definizione di "Svezia e Norvegia" per indicare l'unione.
Secondo la costituzione norvegese il re avrebbe dovuto nominare un proprio gabinetto di ministri. Dal momento però che il re risiedeva perlopiù a Stoccolma, una sezione del suo gabinetto con il primo ministro doveva risiedere sul posto, accompagnata da due ministri. Il primo presidente dei ministri fu Peder Anker, che fu tra i norvegesi che avevano supportato la costituzione, e si era apertamente dichiarato favorevole all'Unione. Il governo norvegese acquistò una splendida casa di campagna, Pechlinska huset, come residenza per la sezione del gabinetto dei ministri residente a Stoccolma, e come informale "ambasceria" della Norvegia. Gli altri sei ministri di base a Christiania rimanevano in carica nei loro rispettivi dipartimenti di governo. In assenza del re, gli incontri a Christiania erano presieduti dal viceré (stattholder), nominato dal re quale suo rappresentante. Il primo a ricoprire tale incarico fu il conte Hans Henrik von Essen, che già alla conclusione del Trattato di Kiel era stato nominato governatore generale della Norvegia.
I successivi viceré furono perlopiù svedesi e questo acuì ulteriormente le divergenze tra i due stati. Dal 1829 in poi i viceré furono esclusivamente norvegesi sino a quando l'incarico venne lasciato vacante nel 1856 e poi abolito dal 1873.

### Amalgamare e separare

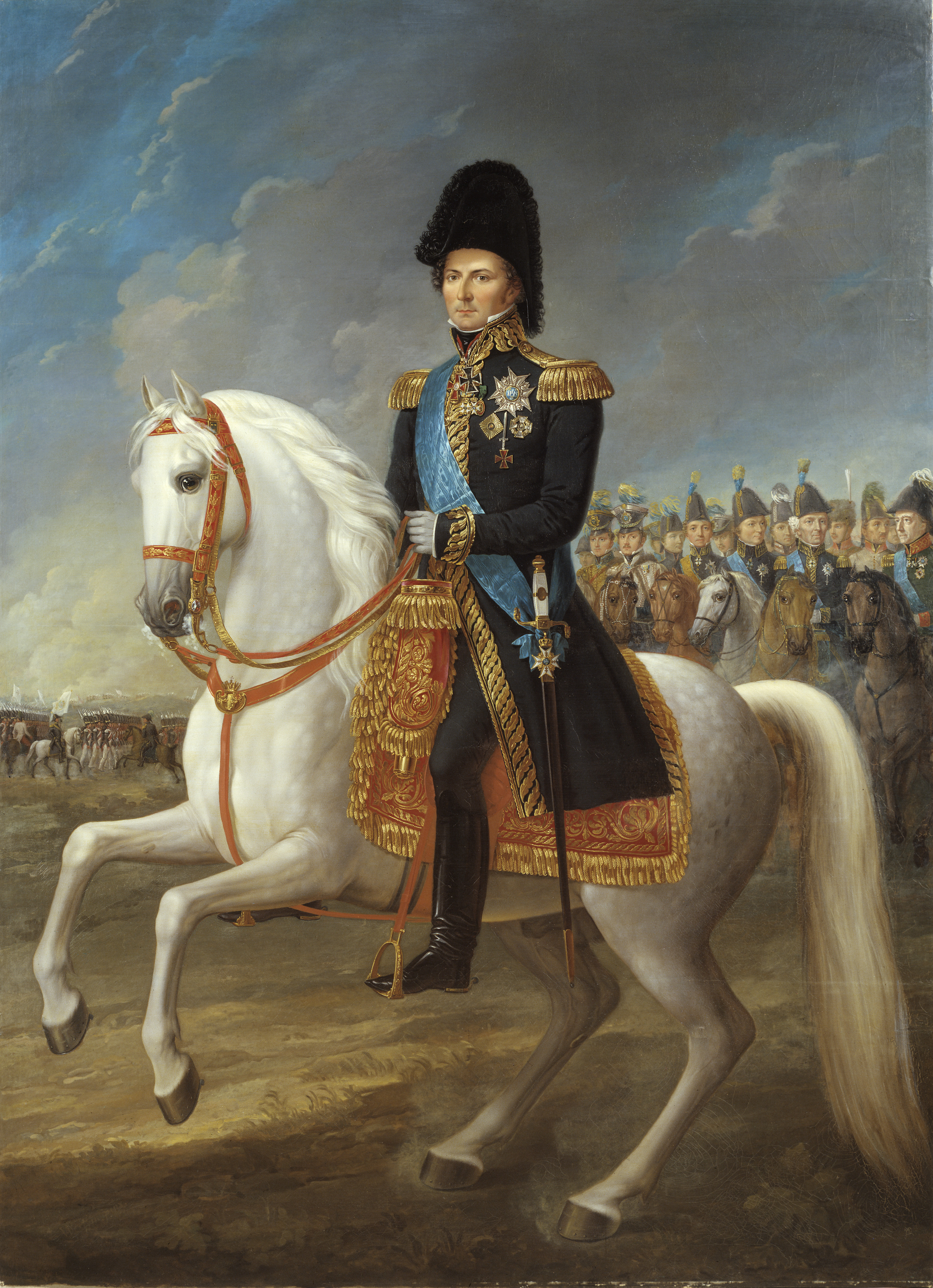
Re Carlo XIV Giovanni (Carlo III Giovanni in Norvegia). Ritratto di Fredric Westin

Dopo la sua ascesa, Carlo Giovanni nel 1818 tentò di mantenere più strettamente uniti i due paesi sotto il suo personale potere, sforzi che vennero perlopiù vanificati dallo Storting norvegese. Nel 1821 il re propose degli emendamenti costituzionali che gli avrebbero conferito il veto assoluto, compromettendo l'autorità dei suoi ministri, estendendo il suo controllo sullo Storting. Un'ulteriore fatto fu quello di creare una nuova nobiltà ereditaria in Norvegia. Egli fece pressione sullo Storting a Christiania facendo svolgere delle esercitazioni militari proprio presso il parlamento. Tutte le sue proposte, per quanto considerate, vennero rigettate.
La questione politica più controversa che però si presentò sotto il regno di Carlo Giovanni fu come ripartire il debito pubblico nazionale della Danimarca-Norvegia. L'impoverito stato norvegese tentò di ridurre il pagamento di tre milioni di speciedaler alla Danimarca. Questo portò a dei conflitti tra il re e il governo norvegese. Anche se alla fine il prestito venne perlopiù pagato con prestiti esteri, i problemi che questo fatto creò portarono alle dimissioni del conte Wedel-Jarlsberg dal ruolo di ministro delle finanze nel 1821. Suo suocero, il primo ministro Peder Anker, diede le dimissioni poco dopo in quanto si sentì tradito dal sovrano.
L'unica risposta dei politici norvegesi a tutte le richieste del re di Svezia fu sempre una stretta aderenza ad una politica di conservatorismo costituzionale, consistente nell'opporsi agli emendamenti intenzionati a estendere il potere reale ed a stringere ancora di più le corde per "amalgamare" la Norvegia con la Svezia.
Quando Carlo Giovanni iniziò a comprendere che nulla avrebbe potuto contro questo modo di fare, iniziò a tenere un atteggiamento più costruttivo e aperto che lo rese più popolare anche presso i norvegesi. Dopo alcune rivolte a Stoccolma nell'autunno del 1838 il re trovò Christiania più conviviale e vi si recò per qualche tempo. In una riunione congiunta dei gabinetti svedese e norvegese il 30 gennaio 1839, una commissione di quattro membri provenienti da ciascuno dei due paesi provò un'ultima volta a risolvere le questioni contestate.

### Simboli nazionali
Un'altra questione importante era quella dei simboli nazionali – bandiere, stemmi, titoli reali, e la celebrazione del 17 maggio come festività nazionale. Carlo Giovanni si oppose ad una commemorazione pubblica della costituzione di maggio, fatto che egli vedeva come una celebrazione dell'elezione di Cristiano Federico. Al contrario, ma senza successo, egli incoraggiò a festeggiare le revisioni del 4 novembre che de facto erano anche il giorno della fondazione dell'Unione. Questo conflitto culminò nella Battaglia delle Piazze (torvslaget) a Christiania il 17 maggio 1829, quando le celebrazioni pacifiche si tramutarono in vere e proprie dimostrazioni ed il capo della polizia venne costretto a chiedere alla folla di disperdersi. Alla fine l'esercito e la cavalleria vennero chiamati a restaurare l'ordine anche con l'uso della violenza.
Poco dopo il trattato di Kiel la Svezia venne costretta a includere lo Stemma della Norvegia nel grande Stemma della Svezia. I norvegesi considerarono questo fatto come offensivo dal momento che questo era incluso anche nelle monete svedesi e nei documenti di governo, come se la Norvegia fosse parte integrante della Svezia. I norvegesi si risentirono anche del fatto che il titolo del re sulle monete norvegesi sino al 1819 fu sempre quello di re di Svezia e di Norvegia. Tutte queste questioni vennero risolte dopo l'ascesa di re Oscar I nel 1844. Egli immediatamente iniziò ad usare il titolo di re di Norvegia e Svezia in tutti i documenti relativi a questioni norvegesi. La proposta di una commissione congiunta sulle bandiere e sugli stemmi venne accettata di buon grado da ambo le parti. Ne derivò una bandiera a cantoni con l'unione delle bandiere di entrambi i paesi, equamente distribuite. I due paesi ottennero degli stemmi separati, chiaramente manifestando il loro eguale peso. Le bandiere dell'esercito vennero mantenute separate. Lo stemma norvegese venne rimosso da quello svedese e lo stemma reale comune venne creato unicamente per poter essere utilizzato dalla famiglia reale, dal ministero degli esteri e dai documenti esclusivamente pertinenti i due paesi. Un dettaglio significativo dell'Unione fu che sugli stemmi vennero poste due corone reali per mostrare come l'Unione fosse di due regni tra loro separati.

#### Bandiere

Bandiera di Svezia e Norvegia (1818–1844)
Bandiera di Stato e Insegna Navale di Svezia e Norvegia (1815–1844)
Bandiera diplomatica (1844–1905)
Bandiera della Svezia (1844–1905)
Bandiera della Norvegia (1844–1899)
Bandiera della Norvegia (1821–1844) (1899–oggi)
Bandiera di stato e insegna navale della Svezia (1844–1905)
Insegna navale della Norvegia (1844–1905), bandiera di stato (1844–1899)
Bandiera di stato della Norvegia (1899–oggi)
Stendardo reale della Svezia (1844–1905)
Stendardo reale della Norvegia (1844–1905)

#### Araldica

Stemma reale svedese (1814–1844)
Stemma reale dell'Unione (1844–1905)

## Lo zenith dell'Unione, 1844–60
A metà del XIX secolo le relazioni tra i paesi dell'Unione si erano riappacificate. La questione simbolica era stata definita e la Norvegia era riuscita ora ad ottenere una maggiore influenza nella propria politica estera, l'ufficio del viceré o governatore era ancora vacante (venne ricoperto dal norvegese Severin Løvenskiold) ed il commercio era ripreso alla perfezione con diversi trattati (mellomriksloven) che promuovevano il libero scambio ed abolivano le tariffe di scambio. Il completamento della Linea Kongsvinger, il primo collegamento ferroviario tra i due paesi, velocizzò di molto le comunicazioni. Un clima politico di riconciliazione venne portato avanti da entrambi i paesi.

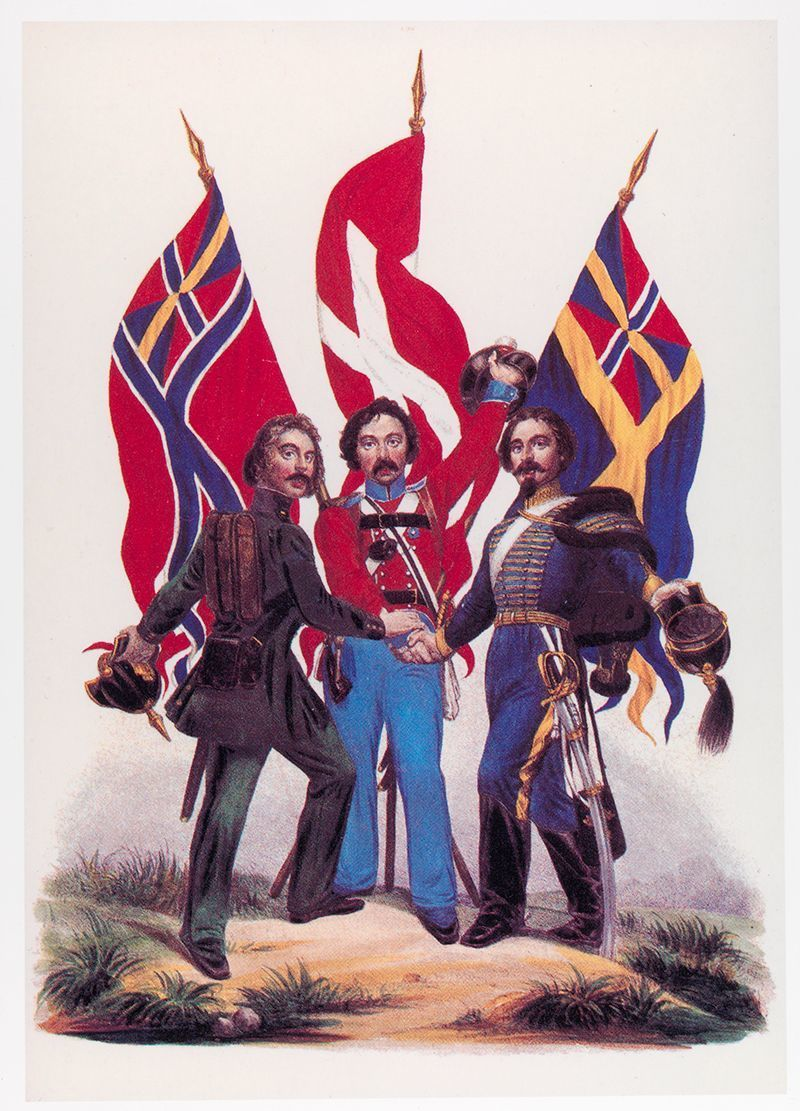
Manifesto per la promozione dello "scandinavismo" tra Norvegia, Svezia e Danimarca

Il tema dello scandinavismo raggiunse il suo picco massimo durante questo stesso periodo e contribuì a ravvicinare i partner dell'Unione anche alla Danimarca. Venne supportata l'idea che la Scandinavia dovesse essere considerata un'area comune a livello linguistico, politico e culturale (Norvegia, Svezia e Danimarca vennero definite le "tre sorelle" anche nell'inno nazionale norvegese). Questo movimento, iniziato da studenti universitari svedesi e danesi nella prima metà dell'Ottocento, in un primo momento era stato visto con sospetto, ma quando Oscar I divenne re di Svezia e Norvegia nel 1844, le relazioni con la Danimarca migliorarono e questo contribuì anche al buon operato del movimento culturale. Gli studenti norvegesi vi aderirono dal 1845 con incontri annuali tra i tre paesi. Durante la guerra tra Danimarca e Prussia nel 1848, il re Oscar offrì il proprio supporto nella forma di una forza di spedizione norvegese-svedese anche se tale forza non entrò mai effettivamente in conflitto. Il movimento ricevette un duro colpo da cui mai si riprese completamente con la seconda guerra danese-tedesca nello Schleswig nel 1864, quando i governi svedese e norvegese costrinsero insieme il re Carlo XV a ritirare la promessa di un aiuto militare al re di Danimarca senza la consultazione prima dei rispettivi gabinetti di governo.
Da allora l'Unione perse il proprio supporto presso i norvegesi dal momento che questo fatto riportò in auge la questione dell'abolizione dell'incarico di viceré. Il re Carlo XV era favorevole alle richieste dei norvegesi, e dopo la sua ascesa nel 1859 promise al gabinetto dei ministri norvegese che avrebbe preso una decisione in tal senso. Il viceré locale sarebbe stato semplicemente sostituito da un primo ministro a Christiania. Quando il re fece ritorno a Stoccolma venne duramente colpito dalla stampa nazionale svedese. Il giornale Nya Dagligt Allehanda disse che la Norvegia puntava all'illegalità e ad irrompere con una rivolta. Il Riksdag chiese di dire la propria sulla questione. Il punto cruciale della questione era però se il fatto fosse puramente norvegese in quanto ad amministrazione o se fosse un fatto di interesse di entrambi i paesi. La maggioranza conservatrice degli svedesi proclamò la "giusta superiorità della Svezia nell'Unione". Il re Carlo venne costretto a ritrattare le sue posizioni quando l'intero gabinetto dei ministri svedesi minacciò di dimettersi. Egli scelse di non firmare la legge, ma la firmò invece presso un incontro con il gabinetto dei ministri norvegese. Con questo atto egli ribadì di essere inequivocabilmente più svedese che norvegese, malgrado le sue buone intenzioni.
Il 24 aprile 1860 lo Storting norvegese reagì alle pretese di supremazia degli svedesi rispondendo che il solo stato norvegese aveva il diritto di emendare la propria costituzione, e che ogni altra condizione o revisione sulle condizioni dell'Unione si sarebbe basata esclusivamente su principi di equità. Questa risoluzione bloccò per anni vari tentativi da parte svedese di rivedere l'Atto di Unione. Nel 1866 si creò una nuova commissione congiunta ma le sue proposte vennero tutte rigettate perché in più casi non rispettavano un'eguale influenza nella politica estera, aprendo così le premesse per uno stato federale.

## Il preludio della dissoluzione

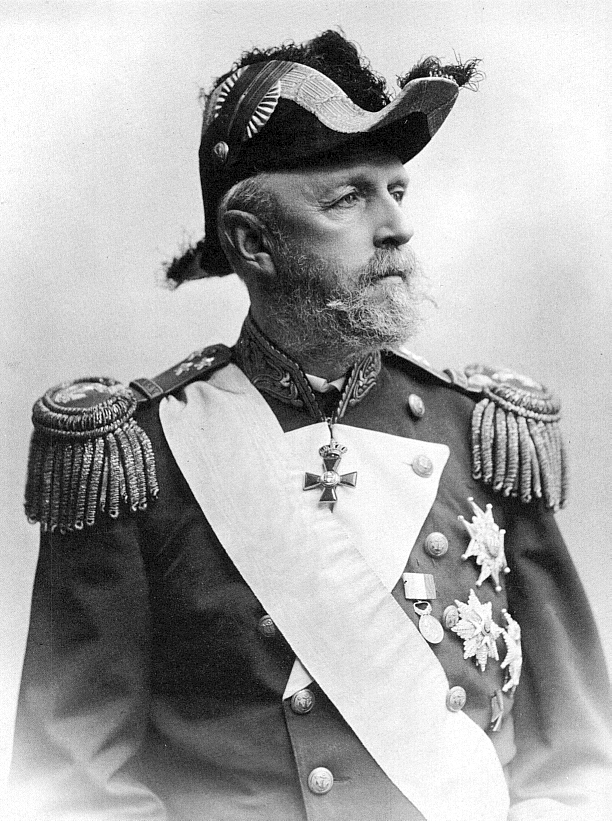
Re Oscar II

Le relazioni con la Norvegia durante il regno del re Oscar II (1872–1907) ebbero grande influenza sulla vita politica della Svezia, e più di una volta sembrò che l'unione tra i due paesi fosse sull'orlo di terminare. I dissensi si originarono a partire dal fatto che la Norvegia richiedeva consoli separati ed un ministero degli esteri proprio. La Norvegia aveva, secondo la costituzione del 1814, il diritto a propri uffici consolari, ma tale diritto non era mai stato esercitato per ragioni finanziarie e in parte perché i consoli nominati dal ministero degli esteri svedese svolgevano generalmente il loro compito più che egregiamente nel rappresentare anche la Norvegia. Durante la fine del XIX secolo la marina mercantile norvegese crebbe sino a diventare una delle più grandi al mondo, divenendo uno dei fattori più importanti dell'economia nazionale. Iniziò a parlarsi sempre più frequente del fatto che la Norvegia necessitasse di consoli separati che potessero rappresentare questi suoi interessi economici anche all'estero in maniera più appropriata, ma ben presto questa richiesta divenne il pretesto per mostrare l'ormai sorpassato sistema di gestione dell'Unione.
In Norvegia, il dissenso sulle questioni costituzionali aveva portato de facto all'adozione del parlamentarismo nel 1884, dopo un processo di impeachment contro il gabinetto conservatore guidato da Christian August Selmer. Il gabinetto venne accusato di assistere il re nell'ostruire la riforma del veto. Il nuovo governo liberale capeggiato da Johan Sverdrup venne approvato da un ormai riluttante re Oscar II. Immediatamente questo si gettò in importanti riforme, tra cui l'estensione del suffragio e il servizio militare obbligatorio. Si andarono a creare così due partiti politici tra loro opposti nel 1884, Venstre (sinistra) per i liberali, che intendevano dissolvere l'Unione, e Højre (destra) per i conservatori, che volevano mantenere l'Unione.
I liberali vinsero con grande maggioranza alle elezioni del 1891 su un programma che prevedeva il suffragio universale per tutti gli uomini maggiorenni e un servizio estero separato per la Norvegia. Come primo passo, il nuovo governo Steen propose un servizio consolare separato, ed iniziarono i negoziati con la Svezia. Ma l'opposizione del sovrano causò una serie di crisi di gabinetto, sino a quando nel 1895 non venne costituito un governo di coalizione con Francis Hagerup come primo ministro. In quell'anno venne convocata una terza commissione sull'Unione, ma non riuscì a trovare un accordo e venne sciolta nel 1898. Dovendo tenere presente comunque la superiorità militare della Svezia, la Norvegia ritirò le proprie richieste per dei consoli separati da quelli svedesi nel 1895, ma nel contempo il governo norvegese riprese una nuova campagna per gli armamenti. Al Regno Unito vennero commissionate quattro nuove dragamine e vennero costruite delle fortificazioni nuove sul confine.

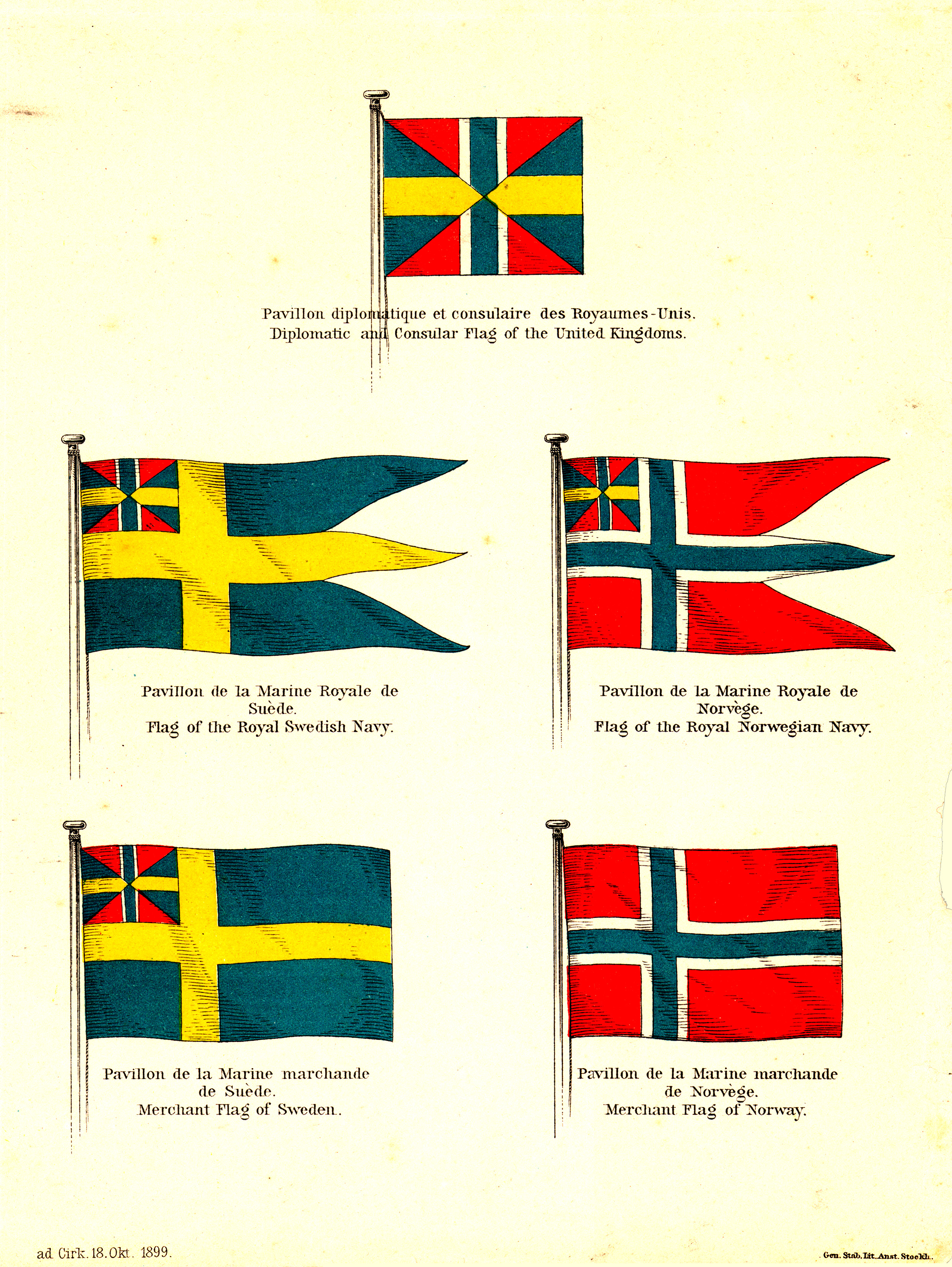
Bandiera svedese e norvegese nel 1899, dopo la rimozione del simbolo dell'unione dalla bandiera mercantile della Norvegia

Tra negoziati e discussioni che risultarono vani, nel 1895 il governo svedese diede notizia che il trattato commerciale con la Norvegia stilato nel 1874, che aveva previsto un mercato comune, sarebbe perdurato sino al luglio del 1897. Quando la Svezia tornò al protezionismo, la Norvegia per risposta alzò i propri dazi doganali, con l'unica conseguenza di una considerevole diminuzione del commercio al confine. Il conte Lewenhaupt, ministro svedese degli affari esteri, considerato da alcuni troppo favorevole ai norvegesi, diede le proprie dimissioni ed al suo posto venne nominato il conte Ludvig Douglas, che rappresentava l'opinione della maggioranza della Camera Alta. Quando lo Storting nel 1898 per la terza volta passò la legge per una bandiera "pura", senza il simbolo dell'unione, questa divenne legge senza l'approvazione regia.
Le nuove elezioni al Riksdag del 1900 mostrarono chiaramente che il popolo svedese non era incline a seguire le file del partito ultraconservatore, fatto che portò alle dimissioni dei due leader dei partiti, il professor Oscar Alin ed il maresciallo (Hofmarschall) Patric Reuterswärd da membri della Camera Alta. Sull'altro fronte, l'ex-professore E. Carlson, dell'Università di Gothenburg, riuscì a costituire un partito costituito da Liberali e Radicali con 90 membri, favorevole all'estensione della franchigia ed all'uguaglianza assoluta tra Norvegia e Svezia nella gestione degli affari esteri. Le elezioni norvegesi di quello stesso anno diedero ai Liberali (Venstre) una grande maggioranza e consoli separati dalla Svezia. Steen rimase primo ministro, ma venne succeduto poi da Otto Blehr nel 1902.

### Gli ultimi tentativi di salvare l'Unione
La questione dei consoli separati per la Norvegia venne ancora una volta a galla. Nel 1902 il ministro degli esteri Lagerheim in un consiglio congiunto di stato propose dei servizi consolari separati, mantenendo comunque un ministero unico. Il governo norvegese concordò per la nomina di una commissione congiunta per considerare la questione. Il risultato di questi negoziati venne pubblicato in un comunicato datato al 24 marzo 1903. Esso propose che le relazioni tra i consoli separati e le varie ambascerie seguissero le medesime regole in Norvegia ed in Svezia che non potevano essere alterate o modificate senza il consenso dei governi di entrambi i Paesi. Questo non era un concordato formale, ma solo una bozza preliminare che non impegnava formalmente i due governi. Nelle elezioni del 1903 i conservatori (Højre) ebbero la maggioranza con il loro programma di riconciliazione e negoziati. Un nuovo governo di coalizione venne a formarsi sotto la guida di Hagerup nell'ottobre del 1903. La proposta del communiqué venne presentata ufficialmente in un consiglio di stato tenutosi l'11 dicembre, muovendo le speranze per una soluzione imminente. Il re Oscar II chiese ai due governi di elaborare proposte per leggi identiche nei due Paesi.
La bozza norvegese venne presentata nel maggio del 1904 e venne recepita in totale silenzio da Stoccolma. Mentre la Norvegia non aveva mai avuto dalla sua parte il parlamento favorevole all'Unione, ora anche l'opinione di quello svedese era contraria. Il portavoce del comunicato, il ministro degli esteri Lagerheim, diede le proprie dimissioni il 7 novembre in disaccordo con il primo ministro Erik Gustaf Boström e altri suoi colleghi. Boström si recò quindi a Christiania e presentò i suoi "principi" o condizioni per un accordo. Il suo governo si era infatti risolto a ritenere che il ministro degli esteri svedese dovesse mantenere il pieno controllo sui consoli norvegesi e, se necessario, avrebbe avuto il potere di rimuoverli dalle loro funzioni e che la Svezia sarebbe sempre stata menzionata nei documenti ufficiali prima della Norvegia (una completa rottura con la pratica introdotta nel 1844). Il governo norvegese reputò queste richieste inaccettabili e incompatibili con il principio di sovranità della Norvegia.
Il governo svedese fece una seconda proposta che però venne rigettata dai norvegesi e fu a quel punto che, il 7 febbraio 1905, il re in un consiglio congiunto decise di interrompere le mediazioni e i negoziati iniziati nel 1903, avendo ormai perso ogni speranza di addivenire ad un accordo. Il giorno successivo, il principe ereditario Gustavo venne nominato reggente ed il 13 febbraio questi si portò a Christiania per cercare un'ultima volta di salvare le sorti dell'Unione. Durante il mese che egli trascorse a Christiania tenne diversi incontri con il governo e con i parlamentari e li pregò di fare il possibile per non rompere l'unione tra i due paesi. Il 6 marzo il governo Hagerup, da sempre particolarmente accomodante con la Svezia, venne sostituito dall'indipendentista Christian Michelsen.
Ritornato a Stoccolma il 14 marzo, il principe Gustavo convocò un consiglio congiunto per il 5 aprile per riaprire nuovamente i negoziati tra i due paesi sulla base della più assoluta uguaglianza tra i due regni. Propose delle riforme per entrambi i servizi consolari, ribadendo comunque che la presenza di un solo ministro degli esteri, svedese o norvegese che fosse, era una delle condizioni basilari per l'esistenza dell'Unione. Il governo norvegese il 17 aprile di quell'anno rigettò ancora una volta la proposta, ribadendo ancora una volta di voler avere un servizio consolare completamente separato. Entrambe le camere del Riksdag approvarono però la proposta del principe il 2 maggio 1905. Per cercare all'ultimo di riprendere i recalcitranti norvegesi, Boström, considerato un ostacolo nelle relazioni tra i due paesi, venne sostituito da Johan Ramstedt, ma anche questa apertura sembrò non convincere i norvegesi. L'unica strada che sembrava ormai percorribile era quella di considerare la dissoluzione dell'unione.

## La dissoluzione dell'Unione

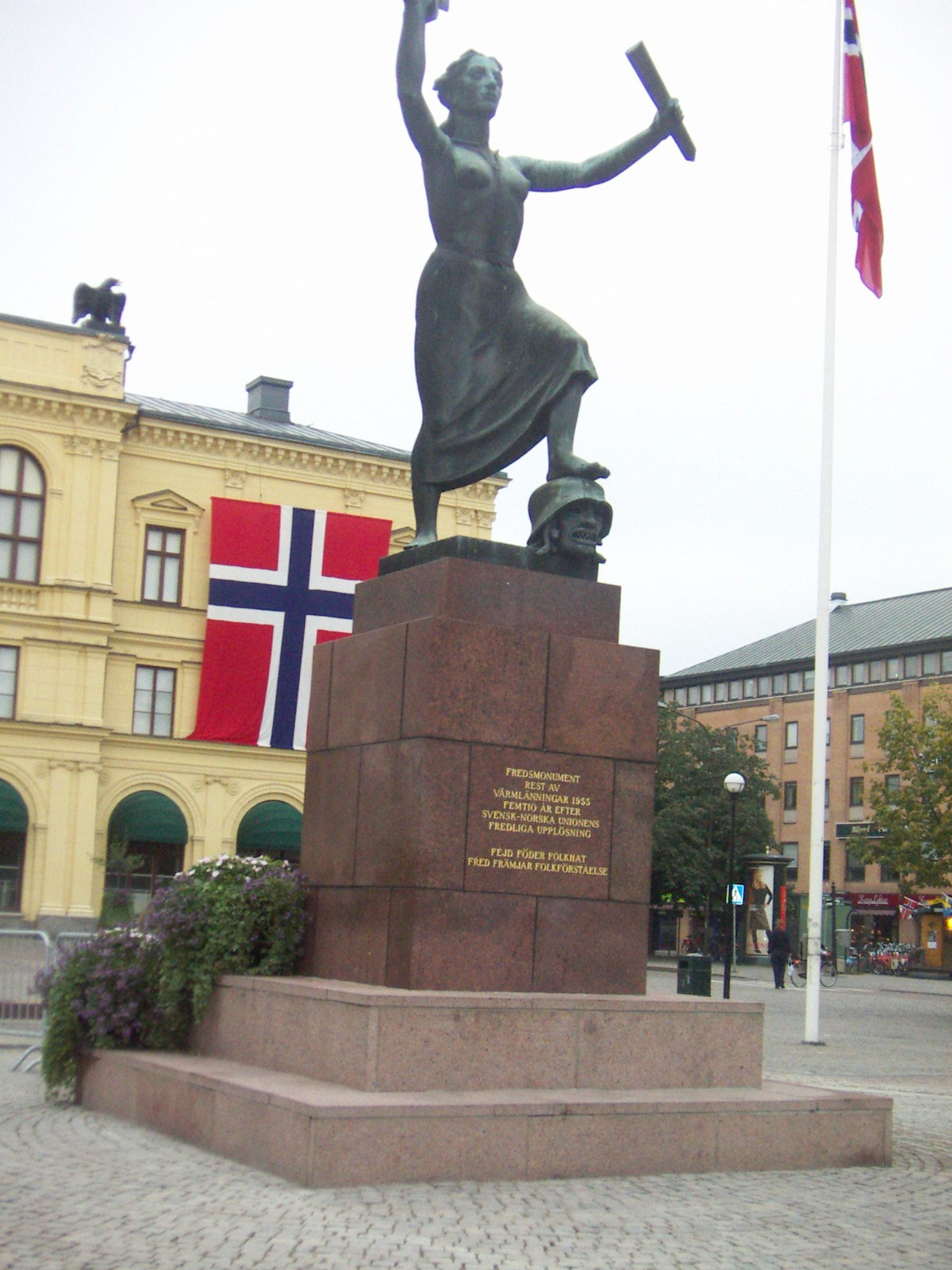
Il monumento alla pace di Karlstad venne eretto nella piazza principale della città nel 1955 per commemorare il 50º anniversario della dissoluzione dell'Unione

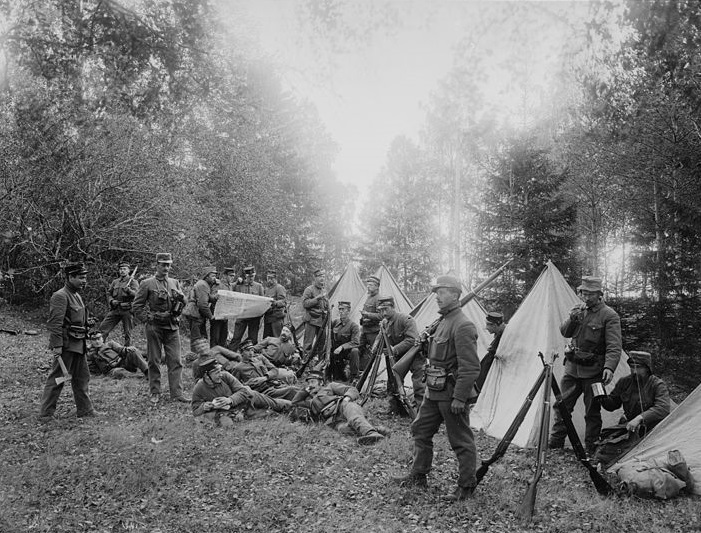
Soldati norvegesi al confine svedese nel settembre del 1905. Foto: Narve Skarpmoen

Il 23 maggio lo Storting passò la proposta del governo di stabilire dei consoli separati per la Norvegia. Il re Oscar II, che nuovamente aveva riassunto le redini del governo, fece uso del suo diritto di veto costituzionale sulla legge il 27 maggio e, come era prevedibile, il primo ministro norvegese diede le proprie dimissioni. Il re dichiarò di non poterle accettare "dal momento che ora non possono formarsi altri gabinetti di governo plausibili". I ministeri si rifiutarono di obbedire ai suoi ordini e controfirmarono la sua decisione, lasciando immediatamente le loro posizioni.
Il re non fece ulteriori mosse, ma nel contempo la dissoluzione formale dell'unione era ormai stata segnata. I ministri posero le loro dimissioni nelle mani del parlamento e lo Storting unanimemente dichiarò l'unione con la Svezia dissolta dal momento che Oscar II aveva a tutti gli effetti abbandonato le sue funzioni di re di Norvegia rifiutandosi di dar vita a un nuovo governo. Venne detto in seguito che, dal momento che lo stesso sovrano si era dichiarato incapace di formare un nuovo governo, il potere costituzionale reale aveva "cessato di essere operativo" e pertanto egli aveva cessato di agire come re di Norvegia.
Le reazioni svedesi alle azioni dello Storting furono durissime. Il re protestò solennemente per quella decisione e convocò da subito una sessione straordinaria del Riksdag per il 20 giugno per considerare quali fossero le migliori misure da adottare a seguito della "rivolta" dei norvegesi. Il Riksdag dichiarò la sua volontà di negoziare la dissoluzione dell'Unione con il popolo norvegese attraverso un plebiscito. Il Riksdag inoltre, quasi a sorpresa, votò per l'accantonamento di 100 000 000 di corone svedesi in caso di necessità. Si comprese, anche se non venne detto apertamente, che tale somma era stata accantonata in caso di guerra imminente. La Norvegia, dal canto suo, prese in prestito dalla Francia la somma corrispondente a 40 000 000 di corone per il medesimo proposito.
Il governo norvegese che era ormai prevenuto sulle decisioni degli svedesi, li precedette dichiarando un plebiscito per il 13 agosto successivo — prima ancora dunque che la richiesta di un plebiscito formale fosse inoltrata dalla stessa Svezia — evitando che si pensasse che il referendum fosse stato chiesto in risposta alle richieste provenienti da Stoccolma. Il quesito elettorale era precisamente quello di confermare o meno "la dissoluzione che già aveva avuto luogo". La risposta fu un'assoluta maggioranza di 368 392 voti a favore della dissoluzione contro solo 184 contrari, con un risultato inequivocabile. Dopo che lo Storting richiese la cooperazione svedese per rivedere quindi l'Atto di Unione, i delegati di entrambi i paesi convennero a Karlstad il 31 agosto. Nel contempo però il governo svedese "per prevenzione" aveva spostato le proprie truppe verso il confine, fatto che aveva fatto mobilitare l'armata e la marina norvegese già al 13 settembre. L'accordo venne trovato il 23 settembre quando venne stabilito che i due paesi in seguito avrebbero fatto riferimento alle decisioni del tribunale internazionale de L'Aia, oltre alla creazione di una zona neutrale al confine tra i due paesi e che le fortificazioni norvegesi dovessero essere distrutte.
Entrambi i paesi decisero poco dopo di revocare l'Atto di Unione il 16 ottobre. Dieci giorni dopo, il re Oscar II rinunciò ai suoi diritti sulla corona norvegese per sé e per i suoi discendenti. Declinò inoltre la richiesta dello Storting di permettere a un membro della casata dei Bernadotte di accedere al trono norvegese. Lo Storting quindi offrì il trono ormai vacante al principe Carlo di Danimarca, il quale accettò la proposta solo a seguito di un altro plebiscito che confermò la volontà di mantenere il regime monarchico in Norvegia. Il nuovo sovrano giunse in Norvegia il 25 novembre 1905, prendendo ufficialmente il nome di re Haakon VII di Norvegia.

## 1814 e 1905 a confronto
Gli eventi del 1905 posero fine alla non facile unione tra Svezia e Norvegia che aveva avuto inizio nel 1814 con una riluttante Norvegia costretta a soccombere alla superiore forza svedese. Gli eventi di entrambi questi due anni hanno molto in comune, ma pure significative differenze:
- Nel 1814 la lotta norvegese per l'indipendenza fu un progetto dell'élite della società locale con scarso supporto dalla popolazione. Nel 1905 l'iniziativa partì dal consenso popolare e dai rappresentanti eletti dal popolo.
- L'Unione del 1814 avvenne per iniziativa svedese, mentre la dissoluzione del 1905 avvenne per iniziativa norvegese.
- La crisi del 1814 andò a crearsi per il fatto che la Svezia vedeva la Norvegia come proprio legittimo bottino di guerra e come compensazione per la perdita della Finlandia del 1809, mentre le pretese di indipendenza norvegesi erano dettate dal principio di sovranità popolare. I conflitti vennero risolti per la saggezza e la prudenza di abili uomini politici su ambo i fronti. La crisi del 1905 venne causata dal sempre crescente nazionalismo durante la fine del XIX secolo che creò opposte interpretazioni dell'Unione da ambo i Paesi.
- Nel 1814 la Norvegia era il paese più industrializzato e con le più floride attività commerciali della Scandinavia, anche se godeva di istituzioni governative più recenti. Nel 1905 però le grandi potenze europee erano più propense a riconoscere una Norvegia indipendente rispetto al 1814.

## Elenco dei monarchi
- 1814-1818: Carlo XIII / Carlo II
- 1818-1844: Carlo XIV / Carlo III Giovanni
- 1844-1859: Oscar I
- 1859-1872: Carlo XV / Carlo IV
- 1872-1905: Oscar II